# Brion (re)
Brion figlio di Eochaid Mugmedon, fratellastro più anziano di Niall Noigiallach, era uno dei tre fratelli i cui discendenti furono conosciuti come Connachta e che diedero il loro nome al Connacht (Irlanda occidentale). Da un ramo di questi, gli Uí Briúin, vennero molti re del Connacht e famiglie regnanti per i successivi mille anni. Uno di costoro, Tairrdelbach Ua Conchobair, fu re supremo d'Irlanda nel 1166.